# Yuzhong (Lanzhou)

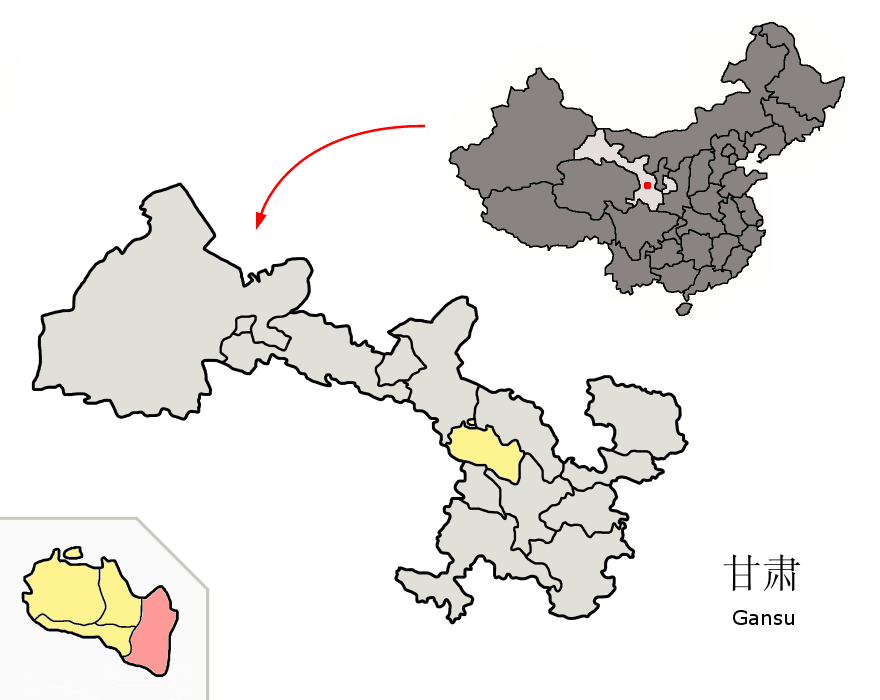
Lage des Kreises Yuzhong in Gansu

Der Kreis Yuzhong (chinesisch 榆中县, Pinyin Yúzhōng Xiàn) ist ein Kreis der chinesischen Provinz Gansu. Er gehört zum Verwaltungsgebiet der bezirksfreien Stadt Lanzhou.
Die Fläche beträgt 3.246 Quadratkilometer und die Einwohnerzahl 446.300 (Stand: Ende 2018).
Seine sogenannten „Dreizehn Gräber“ von Lanzhou aus der Zeit der Ming-Dynastie (Ming su wang mu 明肃王墓) stehen seit 2006 auf der Liste der Denkmäler der Volksrepublik China (6-288).